# Uigshader
Uigshader is een dorp ongeveer 3 kilometer ten zuiden van Carbost en ongeveer 6 kilometer ten noordoosten van Portree op het eiland Skye in de Schotse lieutenancy Ross and Cromarty in het raadsgebied Highland.